# Discodermia jogashima
Discodermia jogashima är en svampdjursart som beskrevs av Tanita och Kazuo Hoshino 1989. Discodermia jogashima ingår i släktet Discodermia och familjen Theonellidae.
Artens utbredningsområde är havet kring Japan. Inga underarter finns listade i Catalogue of Life.